# كيراتين 20
كيراتين 20 هو بروتين يوجد في الإنسان يُرمَّز عبر جين KRT20. كيرايتن 20 هو كيراتين خلوي من النوع الأول.